# Eva-Maria Alves
Eva-Maria Alves (* 27. September 1940 in Osnabrück; † 6. Oktober 2021 in Hamburg) war eine deutsche Schriftstellerin.

## Leben
Eva-Maria Alves absolvierte, nachdem sie 1960 die Reifeprüfung abgelegt hatte, ein Volontariat bei einer Tageszeitung. Anschließend wirkte sie als Redakteurin und freie Journalistin. Sie hielt sich längere Zeit in Österreich, der Tschechoslowakei und der Sowjetunion auf. Neben ihrer journalistischen Tätigkeit war Alves literarisch aktiv; 1982 nahm sie am Ingeborg-Bachmann-Wettbewerb in Klagenfurt teil. Ab 1979 lebte sie in Hamburg. 
Eva-Maria Alves verfasste Romane, Erzählungen, Gedichte und Hörspiele. 1992 erhielt sie einen Hamburger Förderpreis für Literatur.

## Werke
- Hamburg-Wien ohne Rückfahrkarte, Würzburg 1979
- Neigung zum Fluß, Frankfurt am Main 1981
- Versuch einer Vermeidung, Frankfurt am Main 1981
- Maanja, meine Freundin, meine Mutter, meine Puppe, Frankfurt am Main 1982
- Schwärzer, Berlin 1993
- Die Bleistiftdiebin, Berlin 1996
- Eisfrauen, Hamburg 1996

## Herausgaben
- Ansprüche. Verständigungstexte von Frauen. Suhrkamp Taschenbuch Verlag, Frankfurt am Main 1983 (= st. Band 887).
- mit Jan Tonnemacher: Ansprüche. Frankfurt am Main 1985.
- Namenzauber. Frankfurt am Main 1986.
- Stumme Liebe. Freiburg im Breisgau 1993.